# HD 151804
HD 151804，又名CD-4110957，SAO 227313、HR 6245，是一颗恒星，视星等为5.22，位于銀經343.62，銀緯1.94，其B1900.0坐标为赤經16h 44m 35.2s，赤緯-41° 1.94′ 31″。